# 10222 Klotz
10222 Klotz eller 1997 UV10 är en asteroid i huvudbältet som upptäcktes den 29 oktober 1997 av den franske astronomen Christian Buil i Ramonville-Saint-Agne. Den är uppkallad efter den franske astronomen Alain Klotz.
Den tillhör asteroidgruppen Gefion.